# Ваире (Арда)
Ваире је била једна од Валарки, божанских бића које је Џ. Р. Р. Толкин описао у свом делу Силмарилион. Он је била жена Вале Мандоса, који је био господар мртвих. Ваире је била ткаља. Уплитала је све што је икада било у Времену у своје приповедачке тканине. Двори Мандоса су били украшавани њима.